# オイゲン・フォン・ヴュルテンベルク (1846-1877)
ヴィルヘルム・オイゲン・アウグスト・ゲオルク・フォン・ヴュルテンベルク（Wilhelm Eugen August Georg von Württemberg, 1846年8月20日 - 1877年1月27日）は、ヴュルテンベルクの王族、軍人。ヴュルテンベルク公（Herzog von Württemberg）。

## 来歴

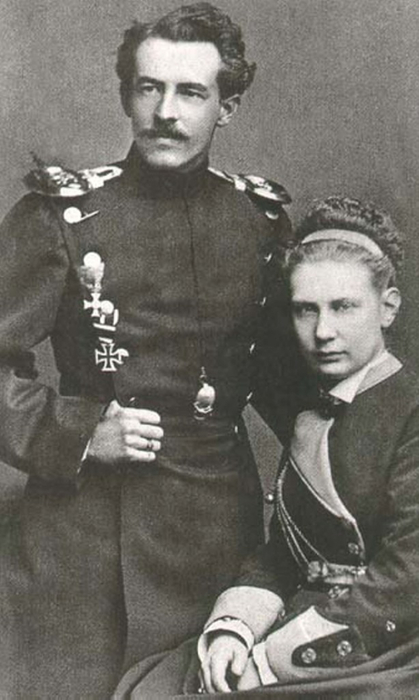
ヴィルヘルム・オイゲンと妻のヴェラ・コンスタンチノヴナ大公女

ヴィルヘルム・オイゲンはヴュルテンベルク公オイゲンとその妻でシャウムブルク＝リッペ侯ゲオルク・ヴィルヘルムの娘であるマティルデの間に一人息子として生まれた。ヴュルテンベルク王フリードリヒ1世の三弟オイゲンの嫡曾孫にあたる。彼はシュレージエンのカールスルーエ（現在のポーランド領ポクイ）にある実家の城で育ち、テュービンゲン大学で学んだ。
1866年には少尉としてヴュルテンベルク軍に入隊し、普墺戦争では第3騎兵連隊に所属して前線で戦った。彼は1866年9月から1870年まで軍を休職して中断していた勉学を続け、一時はパリに留学した。また1868年7月からは約半年のあいだ、叔父のヴィルヘルムと一緒にアメリカ旅行に出かけている。
1870年に始まった普仏戦争では中尉として前線で戦い、1871年には大尉に昇進、1872年にはヴュルテンベルク第1槍騎兵連隊に転属となった。1874年には少佐に、1876年には参謀幕僚にそれぞれ昇進している。参謀幕僚に昇進した1876年12月には第2ヴェストファーレン軽騎兵連隊の中隊長としてデュッセルドルフに派遣されたが、翌1877年1月に任地で急死した。
彼は1874年5月8日に、ロシア皇族のヴェラ・コンスタンチノヴナ大公女と結婚した。ヴェラはヴュルテンベルク王カール1世の妻オリガ・ニコラエヴナ王妃の姪であり、幼い頃から子供のいないカール1世夫妻の実質的な養女としてヴュルテンベルク宮廷で育てられていた。ヴィルヘルム・オイゲンは死去した時点では、王位継承者のヴィルヘルム王子（のちの国王ヴィルヘルム2世）に次いでヴュルテンベルク王位継承順位第2位であった。

## 子女
- カール・オイゲン（1875年）- 夭逝
- エルザ・マティルデ・マリー（英語版）（1876年 - 1936年）- 1897年、シャウムブルク＝リッペ侯子アルブレヒト[注釈 1]と結婚
- オルガ・アレクサンドリーネ・マリー（英語版）（1876年 - 1932年）- 1898年、シャウムブルク＝リッペ侯子マクシミリアン[注釈 2]と結婚